# Atalaya de los Anillos
La atalaya de los Anillos es una torre óptica, integrante del sistema defensivo asociado al castillo de Montefrío (Granada, Andalucía), datada en época nazarí. Su localización cartográfica es la siguiente: M.M.E., E. 1/50.000, hoja 1008, cuadrícula 413-414 / 4130-4131.

## Descripción
Está situada junto a la carretera que une las localidades de Montefrío e Íllora, sobre un alto, llamado "de los Molinos". Es tronco-cónica, de planta circular y construida en mampostería, ciclópea en su base, unida con argamasa. Está cimentada directamente sobre una plataforma rocosa. La torre se construyó maciza, aunque actualmente existe un hueco en su cara este. Se conservan solamente los primeros 2,5 m de altura. Está en conexión visual tanto con el castillo, como con la Torre-atalaya de los Guzmanes, asociada al mismo sistema defensivo.